# Leoville (Saskatchewan)
Leoville es un pueblo canadiense situado en la provincia de Saskatchewan.

## Superficie
Leoville tiene una superficie de 1,14 km².

## Demografía
En 2021, tenía 364 habitantes, una densidad poblacional de 319,9 hab./km², y 163 viviendas.